# Pierre-Émile Nayral Martin de Bourgon
Pierre-Émile Nayral Martin de Bourgon est un général français né le 11 juillet 1862 à Lyon 2e et mort le 13 août 1949 à Nîmes dans le département du Gard, commandant des armées alliées d'Orient en 1920.

## Biographie
De 1880 à 1882, élève de Saint-Cyr et promotion des Kroumirs. Il est sous-lieutenant le 1er octobre 1882.
Le 2 mars 1902, il est nommé commandant et commande le 161e régiment d'infanterie[réf. nécessaire]. Le 24 juin 1912 il devient lieutenant-colonel et devient membre de l'état-major du 6e corps d'armée.
En 1914, il devient chef d'état-major du commandement supérieur de la défense des places fortes de Verdun. En mars 1916 il est promu colonel et commande la 3e division d'infanterie à Verdun. Le 10 octobre 1916, il est promu général de brigade. On le nomme général de division le 23 décembre 1918 et est placé à la tête de la 3e division d'infanterie.
Il succède en mars 1920 au général Franchet d'Espèrey comme commandant en chef de  l'armée française d'Orient .

## Décorations
|  |  |  |
|  |  |  |
|  |  |  |

### Décorations françaises
- Légion d'honneur:
  - Chevalier, par décret le 29 décembre 1904.
  - Officier, par arrêté du ministère de la guerre le 28 octobre 1915.
  - Commandeur, par arrêté du ministère de la guerre le 2 octobre 1920.
  - Grand Officier, par décret du 11 juillet 1924.
- Palmes académiques:
  - Officier, le 28 novembre 1907.
- Croix de guerre 1914-1918, trois palmes.
- Médaille commémorative de la guerre 1914-1918.
- Médaille interalliée 1914-1918.
- Insigne des blessés militaires.

### Décorations étrangères
- Ordre du Bain ( Royaume-Uni):
  - Chevalier.
- Ordre du Sauveur ( Grèce):
  - Grand-officier.
- Médaille commémorative de la guerre italo-autrichienne 1915-1918 ( Italie).
- Médaille commémorative de la première guerre mondiale ( Grèce).

## Œuvres
- Le général d'Entraigues, 1843-1926, Nîmes, "la Rapide", 1926.
- Le maréchal Foch à diverses étapes de sa carrière, 1929.
- Dix ans de souvenirs (1914-1924), en 8 parties. Éditeur : Nimes : impr. Chastanier et Almeras, 1929.
- Les Armées alliées en Orient après l'armistice de 1918, avec le maréchal Franchet d'Espèrey, Paris, Service historique de l'armée de terre, publié en 1972.